# Mary Renault
Eileen Mary Challans, conosciuta con lo pseudonimo di Mary Renault), (Forest Gate, 4 settembre 1905 – Città del Capo, 13 dicembre 1983), è stata una scrittrice britannica, nota principalmente per i suoi romanzi storici ambientati nell'antica Grecia. Dedicò in particolare tre romanzi e una biografia alla figura di Alessandro Magno.
Le opere di Renault sono spesso radicate in temi legati all'amore, alla sessualità e alle relazioni. I suoi libri attirarono un grande seguito gay al momento della loro pubblicazione, quando poche opere di largo consumo descrivevano l'omosessualità in una luce positiva. Il suo lavoro ebbe un'accoglienza generalmente positiva da parte della critica.

## Biografia
Eileen Mary Challans nacque a Forest Gate, Essex nel 1905. Era la figlia maggiore del medico Frank Challans e di Mary Clementine Newsome, figlia del dentista John Baxter, che sosteneva di discendere dal leader della chiesa puritana Richard Baxter. Sua madre era "una casalinga disperatamente ambiziosa, la cui parola preferita era 'simpatica'". Aveva una sorella minore, (Frances) Joyce, che Challans ritenne sempre la figlia prediletta. Ebbe un'infanzia agiata, ma tesa; i suoi genitori avevano un rapporto conflittuale e suo padre era negligente nei confronti dei suoi figli. Quando aveva 15 anni, la sorella di sua madre, Bertha, pagò per mandarla in un collegio a Bristol, la Clifton Girls School, e poi per frequentare nel 1924 il St Hugh's College di Oxford, allora un college per sole donne. Studiò storia, mitologia, filosofia e letteratura antica ma, essendo entrata in collegio più tardi rispetto alla maggior parte dei suoi coetanei, Challans faticò a recuperare il ritardo in matematica e latino. Si affidò anche alla Loeb Classical Library per leggere testi greci e latini con traduzione in inglese. Si laureò al St Hugh's College in inglese nel 1928. Uno dei suoi tutori fu J.R.R. Tolkien, che la incoraggiò a scrivere un romanzo ambientato in epoca medievale. 

## Infermiera
Dopo la laurea, quando suo padre si rifiutò di sostenere la sua carriera di scrittrice e la madre la incoraggiò ad interessarsi al matrimonio, lasciò la casa e, per mantenersi, si formò come infermiera.  Iniziò la sua formazione nel 1933 presso l'infermeria Radcliffe di Oxford. Durante quel periodo incontrò Julie Mullard, una collega infermiera con la quale stabilì una relazione romantica che durerà tutta la vita. Nonostante i costumi dell'epoca e il fatto che la Mullard avesse ricevuto un'offerta di matrimonio da uno dei suoi amanti di sesso maschile, le due erano determinate a formare una coppia. Si intrufolavano l'una nella stanza dell'altra di notte, e in un'occasione dovettero nascondersi sotto le lenzuola quando una matrona fece irruzione.
Challans lavorò come infermiera mentre scriveva il suo primo romanzo, Purposes of Love, usando lo pseudonimo di Mary Renault per mantenere segreta la sua scrittura in caso di disapprovazione. Scelse questo pseudonimo dalle Cronache di Froissart e lo utilizzò per tutta la sua carriera letteraria professionale. Il romanzo fu pubblicato nel 1939 da Longman nel Regno Unito e da William Morrow and Company negli Stati Uniti. Dopo aver ricevuto un anticipo in contanti da Morrow, Challans acquistò un'auto sportiva MG. Sebbene Challans non avesse superato l'esame di guida, decise di guidare comunque l'auto insieme a Mullard, che non aveva nemmeno la patente di guida. Furono coinvolte in un incidente stradale nel giugno 1939: Mullard rimase gravemente ferita e venne ricoverata in ospedale per ferite al volto. Poche settimane dopo, le due donne si ritirarono in un piccolo cottage in Cornovaglia, dove vivevano con i proventi di Purposes of Love. Challans aveva quasi completato il suo secondo romanzo quando iniziò la seconda guerra mondiale. Nel maggio 1940, sia Challans che Mullard furono chiamate a curare i pazienti al Winford Emergency Hospital di Bristol. Lì, curarono brevemente gli sfollati della battaglia di Dunkerque. Renault lavorò nel reparto di chirurgia cerebrale dell'infermeria Radcliffe fino al 1945. 
Il suo romanzo The Friendly Young Ladies (1943), basato su una relazione lesbica tra una scrittrice e un'infermiera, si pensa fosse stato ispirato dalla sua relazione con Mullard. È l'unico romanzo lesbico scritto da Renault.

## Scrittrice
Nel 1948, dopo aver vinto un premio MGM del valore di 37.000 sterline per Ritorno alla notte, Challans fu in grado di lasciare l'assistenza infermieristica e dedicarsi alla scrittura a tempo pieno.  Challans e Mullard emigrarono a Durban, in Sudafrica, che ospitava una comunità di espatriati gay e lesbiche che avevano lasciato gli ambienti più sessualmente repressivi della Gran Bretagna e degli Stati Uniti. Per questo motivo, Challans e Mullard furono in grado di vivere insieme come coppia senza causare molte polemiche. Challans lavorò con successo come autrice dopo l'arrivo della coppia in Sudafrica nel 1948, e continuò a scrivere fino alla sua morte nel 1983. Nel 1964 divenne presidente della sezione sudafricana dell'International PEN, un'associazione di scrittori, carica che mantenne fino al 1981. Entrambe le donne erano critiche nei confronti degli aspetti meno liberali della loro nuova casa e parteciparono al movimento Black Sash contro l'apartheid negli anni '50. Tuttavia, Challans fu occasionalmente disillusa dal Black Sash a causa delle sue inclinazioni non sufficientemente radicali, come quando si rifiutò di protestare contro l'attuazione delle leggi anti-omosessualità nel 1968. 
Negli anni Cinquanta si dedicò alla scrittura di romanzi storici, che furono anche i suoi libri di maggior successo. L'ultimo romanzo d'amore contemporaneo di Challans, L'auriga (1953), segnò un cambiamento di tema. Raccontava la storia di due giovani militari gay negli anni '40 che cercavano di modellare la loro relazione sugli ideali espressi nel Fedro e nel Simposio di Platone. Riecheggiava temi che Challans rivisitò con i suoi romanzi storici. 
Tra il 1956 e il 1981, Challans si dedicò alla narrativa storica, tutta ambientata nell'antica Grecia.  Challans, ormai sulla cinquantina, fece la sua prima incursione nella narrativa storica con L'ultimo del vino. Il romanzo fu il suo più grande successo finanziario e di critica fino ad oggi, e lei ne scrisse altri. I suoi romanzi storici inclusero un paio di romanzi sull'eroe mitologico Teseo e una trilogia sulla carriera di Alessandro Magno.
Challans viaggiò in Africa, Grecia e Creta, ma non tornò mai più in Gran Bretagna. Nutriva un'ammirazione reciproca per il romanziere Patrick O'Brian, con il quale scambiava lettere. La sua precedente reputazione britannica come scrittrice di bestseller sensazionalisti svanì e nel 1983 fu elencata come una delle famose alunne che avevano portato onore alla Radcliffe Infirmary Nurses' Home. 
Challans si ammalò nell'agosto del 1983 e le fu diagnosticato un cancro ai polmoni e una polmonite. Nei suoi ultimi giorni cercò di completare un ultimo romanzo, rimasto incompiuto dopo essere entrata in un hospice. Morì a Città del Capo il 13 dicembre 1983. Ordinò che le sue carte, compresa la corrispondenza e il manoscritto parzialmente finito, dovessero essere bruciati alla sua morte. Mullard morì nel 1996.

## Tematiche

### Relazioni

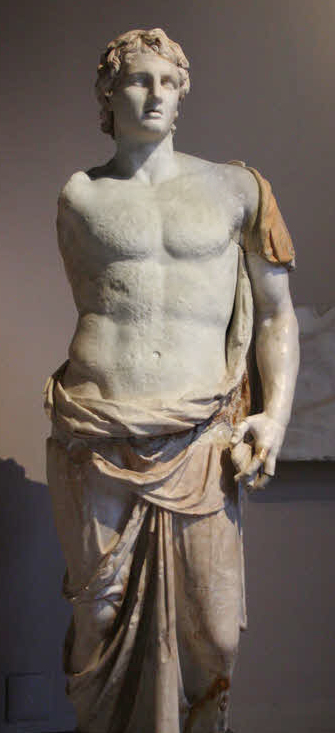
Statua in marmo di Alessandro Magno

Una tematica centrale nei lavori di Challans, sia ad ambientazione contemporanea che storica, è quella dell'amore quale lotta tra l'inseguitore e l'inseguito. Questa dinamica è fortemente influenzata dalla filosofia di Platone, in particolare dal Fedro, il suo dialogo sull'amore. I romanzi della scrittrice hanno spesso al centro rapporti di tipo gerarchico, ad esempio relazioni che presentano differenze di età o di status sociale: nelle opere aventi come protagonisti coppie dello stesso sesso, questa struttura funge da alternativa ai tradizionali ruoli di genere. Fuoco dal Cielo è incentrato sulla relazione tra Alessandro e il suo amante Efestione, mentre Il ragazzo persiano parla della relazione tra lo schiavo Bagoas e Alessandro. La scrittrice Linda Proud descrisse Purposes of Love come "una strana combinazione di platonismo e storia d’amore in un ospedale". Return to Night di Challans, un'altra storia d'amore ambientata in un ospedale, esplora le dinamiche di potere tra Hillary, un medico, e un uomo più giovane di lei, con il quale ha una relazione.

### Sessualità
Molti dei romanzi d'amore ambientati nella contemporaneità di Challans esplorano il tema dell'amore e del desiderio tra persone dello stesso sesso. Ad esempio, Colanna, una lesbica dichiarata, appare in Purposes of Love. L'Auriga è stato definito come uno dei primi esempi di "romanzo gay". Fu scritto durante un periodo in cui l'omosessualità maschile era stata dichiarata illegale nel Regno Unito, in seguito alla linea politica propugnata dal conte David Maxwell Fyfe, Home Secretary dal 1951 al 1954. Simon Russell Beale descrisse quel periodo come il "mondo cupo e crepuscolare dei primi anni '50, quando gran parte della vita omosessuale era attraversata dalla paura di essere smascherata".  I protagonisti del romanzo, Ralph e Laurie, guardano agli ideali greci come a un modello attraverso il quale poter comprendere la propria mascolinità e omosessualità. La società della Grecia classica agisce come un'alternativa più tollerante e liberatoria alla società britannica contemporanea. 
Gli editori americani di Challans si rifiutarono di pubblicare L'Auriga per paura di essere perseguiti. Renault attribuì questa esitazione all'ascesa del Maccartismo negli Stati Uniti d’America, dove venne pubblicato solo nel 1959, rendendolo un'aggiunta tardiva alla letteratura a tematica omosessuale americana, che a quel punto comprendeva già opere accettate dalla critica, quali Nightwood di Djuna Barnes (1936), Reflections in a Golden Eye di Carson McCullers (1941), Other Voices di Truman Capote, Other Rooms (1948) e The City and the Pillar (1948) di Gore Vidal.
La Trilogia di Alessandro della Renault fu una delle prime opere letterarie di largo consumo ad avere al proprio centro relazioni omosessuali. Spostandosi dal XX secolo e ambientando le sue storie nelle società guerriere dell'antica Grecia, la Renault potè affrancarsi dal dover affrontare le problematicità sociali dei temi dell’omosessualità e dell’omofobia, libera quindi di poter concentrarsi su questioni etiche e filosofiche di più ampio respiro esaminando la natura dell'amore e del comando.

## Vita privata
Nel 1933, durante gli studi infermieristici ad Oxford, Mary Renault conobbe Julie Mullard, che sarebbe stata la sua compagna per tutta la vita.

## Opere

### Romanzi di ambientazione contemporanea
- Purposes of Love (1939)
- Kind are her Answers (1940)
- The Friendly Young Ladies (1943)
- Return to Night (1947)
- The North Face (1948)
- L'auriga (The Charioteer, 1953), collana Oscar Moderni. Cult, traduzione di Maria Grazia Bosetti, Milano, Mondadori, 2025, ISBN 978-88-047-9357-1.

### Romanzi storici ambientati nell'antica Grecia
- Le ultime gocce di vino (The Last of the Wine, 1956) - ambientato ad Atene durante la Guerra del Peloponneso, con uno studente di Socrate come voce narrante
- Il re deve morire (The King Must Die, 1958) - il mitico Teseo dopo la morte del padre
- Il ritorno di Teseo (The Bull from the Sea, 1962) - il seguito della vita di Teseo
- La maschera di Apollo (The Mask of Apollo, 1966) - un attore al tempo di Platone e Dioniso il Giovane (breve comparsa di Alessandro)
- The Praise Singer (1978) - il poeta Simonide di Ceo

Trilogia di Alessandro
1. Fuoco dal cielo (Fire from Heaven, 1969) - Alessandro dall'età di quattro anni alla morte del padre Filippo
2. Il ragazzo persiano (The Persian Boy, 1972) - dalla prospettiva di Bagoa, Alessandro dopo la conquista dell'Impero di Persia
3. Giochi funerari (Funeral Games, 1981) - sui diadochi, i successori di Alessandro

### Saggistica
- Lion in the Gateway: The Heroic Battles of the Greeks and Persians at Marathon, Salamis, and Thermopylae (1964) - verte sulle Guerre dei Greci contro i Persiani
- The Nature of Alexander (1975) - biografia di Alessandro Magno